# Darnell Mooney
Darnell Mooney (geboren am 29. Oktober 1997 in Gadsden, Alabama) ist ein US-amerikanischer American-Football-Spieler auf der Position des Wide Receivers. Er spielte College Football für die Tulane University und steht seit 2024 bei den Atlanta Falcons in der National Football League (NFL) unter Vertrag. Zuvor stand Mooney vier Jahre lang bei den Chicago Bears unter Vertrag.

## College
Mooney wuchs in Gadsden, Alabama, auf, und ging dort auf die Highschool, an der er Football als Wide Receiver sowie als Defensive Back und Basketball spielte. Von 2016 bis 2019 ging er auf die Tulane University, um für die Tulane Green Wave College Football zu spielen. Für die Green Wave kam er in 41 Spielen von Beginn an zum Einsatz und erzielte 2572 Yards Raumgewinn sowie 19 Touchdowns.

## NFL
Im NFL Draft 2020 wurde Mooney in der fünften Runde an 173. Stelle von den Chicago Bears ausgewählt. Mooney kam vom ersten Spieltag an zum Einsatz und entwickelte sich im Verlauf der Saison von einem Rotationsspieler zum Nummer-zwei-Receiver des Teams, hinter Allen Robinson. Am zweiten Spieltag gelang Mooney gegen die New York Giants sein erster Touchdown in der NFL. Sein statistisch bestes Spiel verzeichnete er am letzten Spieltag gegen den Divisionsrivalen aus Green Bay mit 11 Catches für 93 Yards. Wegen einer Knöchelverletzung musste Mooney das Spiel vorzeitig verlassen und verpasste daher auch das Play-off-Spiel der Bears, das gegen die New Orleans Saints verloren ging. Insgesamt kam er in seiner Rookie-Saison auf 61 gefangene Pässe für 631 Yards Raumgewinn und vier Touchdowns.
In der Saison 2021 konnte Mooney sich als Hauptanspielstation in der Offense der Bears etablieren, während der bisherige Nummer-eins-Receiver Allen Robinson fünf Spiele verpasste und ansonsten nicht überzeugen konnte. Mooney kam in vier Spielen auf über 100 Yards Raumgewinn, im letzten Spiel stellte er mit 12 gefangenen Pässen für 126 Yards Karrierebestwerte auf und erreichte damit die 1000-Yards-Marke. Er fing 2021 insgesamt 81 Pässe für 1055 Yards und vier Touchdowns. Mit 142 gefangenen Pässen in seinen ersten beiden Spielzeiten für Chicago stellte er einen neuen Teamrekord auf.
Auch in der Spielzeit 2022 war Mooney der bedeutendste Receiver der Bears und führte sein Team nach 12 Spielen mit 40 gefangenen Pässen für 493 Yards und zwei Touchdowns an. Am zwölften Spieltag zog er sich bei der Partie gegen die New York Jets eine Verletzung am linken Knöchel zu, wegen der er den Rest der Saison verpasste. In der Saison 2023 konnte Mooney als Nummer-zwei-Receiver hinter D. J. Moore ebenfalls nicht an seine Leistung aus der Saison 2021 anknüpfen und verzeichnete nur 414 Yards und einen Touchdown.
Im März 2024 unterschrieb Mooney einen Dreijahresvertrag bei den Atlanta Falcons im Wert von 39 Millionen US-Dollar. Er absolvierte die ersten 16 Saisonspiele und wurde als zweiter Receiver hinter Drake London direkt ein Stützpfeiler in der Falcons-Offense. Den letzten Spieltag verpasste er verletzungsbedingt, weshalb er die 1000-Yard-Marke nur knapp um 8 Yards verpasste.

### NFL-Statistiken
| Saison                             | Team            | Spiele | Spiele | Receiving | Receiving | Receiving | Receiving | Receiving | Fumbles | Fumbles |
| Saison                             | Team            | GP     | GS     | Rec       | Yds       | Avg       | Lng       | TD        | Fum     | Lost    |
| ---------------------------------- | --------------- | ------ | ------ | --------- | --------- | --------- | --------- | --------- | ------- | ------- |
| 2020                               | Chicago Bears   | 16     | 9      | 61        | 631       | 10,3      | 53        | 4         | 1       | 0       |
| 2021                               | Chicago Bears   | 17     | 14     | 81        | 1055      | 13,0      | 64        | 4         | 0       | 0       |
| 2022                               | Chicago Bears   | 12     | 12     | 40        | 493       | 12,3      | 56        | 2         | 0       | 0       |
| 2023                               | Chicago Bears   | 15     | 14     | 31        | 414       | 13,4      | 41        | 1         | 0       | 0       |
| 2024                               | Atlanta Falcons | 16     | 16     | 64        | 992       | 15,5      | 49        | 5         | 0       | 0       |
| Total                              | Total           | 76     | 65     | 277       | 3585      | 12,9      | 64        | 16        | 1       | 0       |
| Quelle: pro-football-reference.com |                 |        |        |           |           |           |           |           |         |         |